# Steven Stamkos
Steven Stamkos (Markham, 7 febbraio 1990) è un hockeista su ghiaccio canadese professionista che gioca nel ruolo di centro e di capitano alternativo per i Tampa Bay Lightning.
Scelto in prima posizione nell'OHL Entry Draft 2006 dai Sarnia Sting, squadra di OMHL, con questi ultimi segnò 100 goal in due anni. Grazie a questi brillanti risultati venne drafato come prima scelta assoluta dell'Entry Draft 2008, scelto dai Tampa Bay Lightning.
A partire dalla stagione 2008-09 gioca nella National Hockey League con la squadra di Tampa Bay. In carriera ha vinto due volte il Maurice Richard Trophy come capo cannoniere del campionato (2010 e 2012). È stato inoltre nominato nel NHL Second All-Star Team nel 2011 e nell'NHL All-Star Game nel 2011 e 2012.

## Carriera

### Sarnia Sting
Steven Stamkos venne scelto in prima posizione assoluta nell'OHL Entry Draft 2006 dai Sarnia Sting, dopo aver giocato una stagione nelle leghe minori con i Markham Waxers. Sempre nelle leghe minori ebbe l'occasione di giostrare con future star come Logan Couture, o John Tavares. Come junior rookie con gli Sting ottenne 92 punti (42 goal e 50 assist) in 63 partite. Venne nominato nell'OHL Second All-Rookie Team, dietro a Sam Gagner nel ruolo di centro. Sempre nella stagione 2006/07 vinse il Bobby Smith Trophy, che premia i giocatori che si distinguono per i meriti accademici.
Stamkos concluse la stagione seguente con un bottino di 105 punti (tra cui 58 goal) in 61 partite. Tanto bastò per la nomina all'OHL Second All-Star Team, e in seguito al CHL First All-Star Team, che comprende tutte e tre le maggiori leghe giovanili. Per tutta la stagione che precedette il Draft NHL, ossia la 2007/08, è stato sempre in cima alle classifiche dell'NHL Central Scouting Bureau. Vinse anche il CHL's Top Draft Prospect Award.

### Tampa Bay Lightning
All'NHL Entry Draft 2008 è stato la prima scelta assoluta, andando quindi ai Tampa Bay Lightning. Il 29 luglio 2008 firmò sempre con i Lightning un contratto di 3 anni, per un valore complessivo di $8.55 milioni.
Stamkos giocò la sua prima partita in NHL a Praga, Repubblica Ceca, all'inizio della stagione 2008/09. Dovette invece aspettare fino all'ottava partita per mettere a segno il suo primo punto, un assist in seconda, contro il team della sua città natale, i Toronto Maple Leafs. Nel dopopartita Stamkos disse che i tifosi di Toronto erano "più rumorosi di quando segnavano i Leafs". Segnò il suo primo goal nella partita immediatamente successiva, dove ebbe la meglio sul portiere dei Buffalo Sabres, Ryan Miller. Il 17 febbraio 2009, Stamkos segnò il proprio primo hat trick in NHL, contro i Chicago Blackhawks. Nonostante Stamkos venne duramente criticato per il suo carente apporto in termini di reti e assist durante la prima metà della stagione, durante la quale venne a volte limitato a meno di 10 minuti di ghiaccio per partita, terminò la stagione con 19 punti in 20 partite. Terminò la sua stagione da rookie con 23 goal e 46 punti.
Prima della stagione 2009/10, Stamkos impiegò l'estate allenandosi con Gary Roberts, ex giocatore di NHL, lavorando su forza e resistenza. Fu questa la stagione durante la quale risaltarono le qualità del giovane talento, che si ritrovò a competere per il titolo di capocannoniere della lega. Stamkos finì la stagione con 51 goal, eguagliando Sidney Crosby dei Pittsburgh Penguins, con il quale vinse a pari merito il Rocket Richard Trophy. Stamkos raggiunse Crosby nell'ultimo minuto dell'ultima partita della stagione, segnando un goal a porta vuota, e diventando così il terzo giocatore più giovane in assoluto a segnare 50 goal in una stagione, dopo Wayne Gretzky e Jimmy Carson. Grazie ai 44 assist messi a segno, totalizzò 95 punti, piazzandosi quinto nella classifica marcatori.
In seguito a un inizio scoppiettante della stagione 2010/11, durante il quale segnò 19 goal nelle prime 19 partite, Stamkos attirò l'attenzione dei media per la sfida al primato di 50 goal in 50 partite. Gretzky, che arrivò ai 50 goal in sole 39 partite nella stagione 1981/82, disse alla stampa che credeva Stamkos circondato da abbastanza talento nei Tampa Bay Lightning per riuscire nell'impresa. Nel gennaio 2011 Stamkos venne designato per giocare nell'NHL All-Star Game. Venne scelto in seconda posizione dal Team Lidstrom, raggiungendo il suo compagno di squadra Martin St. Louis. Con il passare della stagione divenne chiaro come Stamkos non avrebbe raggiunto i 50 goal in 50 partite. Alla 52ª partita era il capo cannoniere della lega, con tuttavia "solo" 38 goal. Il prosieguo della stagione non si rivelò così esaltante, con solo 7 goal nelle restanti 30 partite. Finendo la stagione con 45 goal, si posizionò secondo nella classifica dei goal segnati, dietro Corey Perry degli Anaheim Ducks. Con 91 punti si piazzò invece quinto nella classifica marcatori per il secondo anno consecutivo.
Dato che i Lightning terminarono la stagione al 5º posto nella Eastern Conference, Stamkos fece il suo debutto nei playoff della Stanley Cup nel 2011. Il 23 aprile segnò i suoi primi due goal in una serie di playoff, così come un assist, nella vittoria per 8-2 contro i Pittsburgh Penguins. I Lightning avanzarono nelle finali della Eastern Conference contro i Boston Bruins. Nel corso della settima partita della serie, Stamkos prese uno slapshot in pieno volto da parte del difensore dei Bruins, Johnny Boychuk. L'impatto gli ruppe il naso, costringendolo a lasciare momentaneamente il ghiaccio; ritornò indossando una maschera che gli proteggeva interamente il viso. La partita finì 1-0 per i Bruins, i quali poterono così continuare i playoff. Stamkos collezionò un numero di punti al di sotto della propria media stagionale, con 13 punti in 18 partite, piazzandosi come quinto miglior marcatore dei Lightning.
Durante il post-season, più precisamente il 1º luglio 2011, Stamkos divenne un restricted free agent. Solo 18 giorni più tardi prolungò di 5 anni il proprio contratto con i Ligthning, per un valore di $37.5 milioni.
Il 13 marzo 2012 Stamkos segnò il suo 50º goal della stagione 2011/12, nella vittoria per 6-1 contro i Boston Bruins. Ciò gli permise di diventare il sesto giocatore della NHL ad avere alle spalle più di una stagione da 50 goal prima del proprio 23º compleanno. Il 23 marzo segnò inoltre il suo 53º goal, contro i Philadelphia Flyers, battendo il record di Vincent Lecavalier a livello di team per goal segnati in una singola stagione, stabilito nella stagione 2006/07. Cinque giorni più tardi Stamkos stabilì un record NHL, segnando il suo 5º goal in un tempo supplementare nella regular season, avendo la meglio sul portiere dei Winnipeg Jets, Ondřej Pavelec dal cerchio d'ingaggio sinistro (un tiro che divenne il "marchio di fabbrica" di Stamkos per le prime tre stagioni). Nell'ultimo giorno della regular season Stamkos segnò il suo 60º goal in una vittoria per 4-3 all'overtime contro i Winnipeg Jets, diventando il 20º giocatore della lega a riuscire nell'impresa e il primo dopo Alexander Ovechkin nella stagione 2007/08. Oltre ai 60 goal, mise a referto anche 37 assist, per un totale di 97 punti, posizionandosi secondo nella classifica marcatori, 12 punti meno di Evgeni Malkin, dei Pittsburgh Penguins, che insieme a Henrik Lundqvist, vennero nominati come i tre finalisti per l'Hart Memorial Trophy in aprile. Nonostante i successi personali di Stamkos, i Tampa Bay Lightning non riuscirono i qualificarsi per i playoff, terminando la stagione al 10º posto della Eastern Conference.

## Statistiche
Statistiche aggiornate a aprile 2012..

### Club
| Stagione   | Squadra             | Stagione regolare | Stagione regolare | Stagione regolare | Stagione regolare | Stagione regolare | Stagione regolare | Playoff | Playoff | Playoff | Playoff | Playoff |
| Stagione   | Squadra             | Lega              | P                 | G                 | A                 | Pt                | PIM               | P       | G       | A       | Pt      | PIM     |
| ---------- | ------------------- | ----------------- | ----------------- | ----------------- | ----------------- | ----------------- | ----------------- | ------- | ------- | ------- | ------- | ------- |
| 2005−06    | Markham Waxers      | OMHA              | 66                | 105               | 92                | 197               | 87                | —       | —       | —       | —       | —       |
| 2006−07    | Sarnia Sting        | OHL               | 63                | 42                | 50                | 92                | 56                | 4       | 3       | 3       | 6       | 0       |
| 2007−08    | Sarnia Sting        | OHL               | 61                | 58                | 47                | 105               | 88                | 9       | 11      | 0       | 11      | 20      |
| 2008–09    | Tampa Bay Lightning | NHL               | 79                | 23                | 23                | 46                | 39                | —       | —       | —       | —       | —       |
| 2009–10    | Tampa Bay Lightning | NHL               | 82                | 51                | 44                | 95                | 36                | —       | —       | —       | —       | —       |
| 2010–11    | Tampa Bay Lightning | NHL               | 82                | 45                | 46                | 91                | 74                | 18      | 6       | 7       | 13      | 6       |
| 2011–12    | Tampa Bay Lightning | NHL               | 82                | 60                | 37                | 97                | 66                | —       | —       | —       | —       | —       |
| Totale OHL | Totale OHL          | Totale OHL        | 124               | 100               | 97                | 197               | 144               | 13      | 14      | 3       | 17      | 20      |
| Totale NHL | Totale NHL          | Totale NHL        | 325               | 179               | 150               | 329               | 217               | 18      | 6       | 7       | 13      | 6       |

### Nazionale
| Stagione | Livello         | Risultati    | Risultati | Risultati | Risultati | Risultati | Risultati |
| Stagione | Livello         | Competizione | P         | G         | A         | Pt        | PIM       |
| -------- | --------------- | ------------ | --------- | --------- | --------- | --------- | --------- |
| 2007     | Canada under 18 | U18          | 6         | 2         | 8         | 10        | 8         |
| 2007     | Canada Under-18 | JWC          | 4         | 1         | 4         | 5         | 16        |
| 2008     | Canada under 20 | WJC          | 7         | 1         | 5         | 6         | 4         |
| 2009     | Canada          | WC           | 9         | 7         | 4         | 11        | 6         |
| 2010     | Canada          | WC           | 5         | 2         | 1         | 3         | 10        |
| Totale   | Totale          | Totale       | 31        | 13        | 22        | 35        | 44        |

## Palmarès

### Nazionale
- Campionato del mondo IIHF

 Argento: 1
 Canada: 2009
- Campionato del mondo U-20 IIHF

 Oro: 1
 Canada U-20: 2008

### Individuale
- Maurice Richard Trophy: 2

2009-2010, 2011-2012
- NHL All-Star Game: 2

2011, 2012
- NHL Second All-Star Team: 2

2010-2011, 2011-2012
- CHL First All-Star Team: 1

2007-2008
- CHL Top Draft Prospect Award: 1

2007-2008
- OHL Bobby Smith Trophy: 1

2006-2007
- OHL Second All-Rookie Team: 1

2006-2007
- OHL Second All-Star Team: 1

2006-2007
- Maggior numero di assist al Campionato mondiale di hockey su ghiaccio Under-18: 1

Finlandia 2007 (8 assist)
- Campionato mondiale di hockey su ghiaccio Under-18 All-Star Team: 1

Finlandia 2007